# Vitjazinella
Vitjazinella is een geslacht van weekdieren uit de klasse van de Gastropoda (slakken).

## Soort
- Vitjazinella multicostata Sysoev, 1988